# 横浜市緑の協会
公益財団法人横浜市緑の協会（こうえきざいだんほうじんよこはましみどりのきょうかい、英文名称Yokohama Greenery Foundation.）は、横浜市内の都市緑化の推進を図ることを目的として設立された団体。主に横浜市内の公園や動物園の管理を行っている。

## 概要
- 本部 - 横浜市中区日本大通58
- 基本財団 - 1,500万円（出捐者 - 横浜市緑の協会1,400万円、横浜市100万円）

## 沿革
- 1976年7月 - 任意団体横浜市公園協会として発足。
- 1979年3月15日 - 財団法人として認可。財団法人横浜市公園協会に名称変更。
- 1984年10月1日 - 「よこはま緑の街づくり基金」の設置に伴い、財団法人横浜市緑の協会に名称変更。
- 2010年10月1日 - 財団法人横浜市臨海環境保全事業団を吸収合併する。
- 2012年4月1日 - 公益財団法人へ移行（認定日は2月10日）[1]。

## 事業内容
- よこはま緑の街づくり基金事業

自主事業 普及啓発事業（「よこはま花と緑のスプリングフェア」の開催、横浜公園チューリップ球根植栽行事、グリーンアップ）、緑化奨励事業（身近な緑を育てる人材を育成、「よこはま緑の推進団体」等の市民団体や個人、企業等が行う緑化活動を支援）
- 公園事業等

指定管理者として俣野別邸庭園などを管理。
(1) 自主事業 催事等事業（自然環境の保護や地域コミュニティの育成、文化・芸術の振興、スポーツの促進、施設利用を促進するために、公園やこども植物園、山手西洋館等の特性を活かした教室やイベント等を実施）
(2) 受託事業 民有地緑化支援事業（横浜市の「横浜みどりアップ計画」の関連事業として、出生や結婚等の人生の記念に苗木を提供）
(3) 指定管理事業 指定公園管理事業（利用者サービスの提供や、植栽・施設の維持管理。体験活動やイベント等を実施。市民参加・協働による公園管理を推進）
(4) 経営事業 駐車場事業（公園利用者の利便を図るため、駐車場を経営） 販売事業（公園内の売店やバーベキュー場等を経営）
- 動物園事業

指定管理者としてよこはま動物園、野毛山動物園、金沢動物園を管理
(1) 自主事業 広報普及事業、飼育環境改善事業
(2) 指定管理事業 動物園管理事業、動物収集事業
(3) 経営事業 駐車場事業、飲食事業、販売事業、レンタル事業、園内バス事業
- 上郷・森の家事業

(1) 自主事業 催事等事業（近隣の自然環境や施設を活用した教室やイベント等を実施）
(2) 施設運営事業 施設運営事業（宿泊の提供と附帯する健康浴バーデや会議室等の貸し出し）
(3) 経営事業 駐車場事業、販売事業
- 海の公園事業

(1) 自主事業 海の公園環境創造事業（自然環境の保護や市民と協働した活動の推進、利用の促進。公園や海辺の自然環境を保全・活用して、環境学習やアサリ資源保護等の活動）
(2) 受託事業 海の公園等管理事業（金沢地先埋立てによって造成された臨海地域の公園・緑地の維持管理）
(3) 指定管理事業 海の公園等管理事業（利用者サービスの提供や、植栽・施設の維持管理）
(4) 経営事業 駐車場事業、販売事業